# Сьерра-де-Анкарес
Сьерра-де-Анкарес (исп. Sierra de Ancares, галис. Serra dos Ancares) — горный массив на северо-западе Испании.
Высшая точка — гора Куинья (1987 м). Геологически хребет сложен кварцитами, филлитами, известняками и песчаниками и является самой западной частью системы Кантабрийских гор. Сьерра-де-Анкарес расположен на границе провинций Луго и Леон.
Природа территории осталась практически нетронутой, сохранились редкие виды флоры и фауны. Здесь один из нескольких ареалов кантабрийского медведя. Из птиц в Сьерра-де-Анкарес обитают беркут, змееяд, сапсан, средний пёстрый дятел, серая куропатка, стервятник, млекопитающие представлены иберийским волком, выдрами, пиренейской выхухолью.
Склоны гор покрыты лесами, преимущественно дубравами, также встречается рябина, берёза и клён, на берегах рек доминируют ольха и ива. Выше расположены заросли кустарников (можжевельник, вереск).
Для сохранения природы часть горной территории была объявлена биосферным заповедником.
Сьерра-де-Анкарес, как и все Кантабрийские горы, отделяют «Зелёную Испанию» с влажным климатом и сухую Месету.
- Сьерра-де-Анкарес (Луго)
- Сьерра-де-Анкарес (Луго)
- Сьерра-де-Анкарес (Леон)
- Сьерра-де-Анкарес (Леон)